# Comuna Vama, Suceava
Vama este o comună în județul Suceava, Bucovina, România, formată din satele Molid, Prisaca Dornei, Strâmtura și Vama (reședința). Ea este așezată între cele două râuri, Moldova și Moldovița, care „străjuiesc” intrarea în Carpații Orientali, respectiv în Transilvania. Numele de „vama” provine de la așezarea geografică și atribuțiile pe care le-au avut „mai marii vremii” în această localitate, adică la vamă, respectiv vameș.

## Demografie
Componența etnică a comunei Vama
     Români (91,72%)
     Alte etnii (8,28%)
Componența confesională a comunei Vama
     Ortodocși (88,53%)
     Penticostali (1,66%)
     Alte religii (1,33%)
     Necunoscută (8,48%)
Conform recensământului efectuat în 2021, populația comunei Vama se ridică la 5.413 locuitori, în scădere față de recensământul anterior din 2011, când fuseseră înregistrați 5.426 de locuitori. Majoritatea locuitorilor sunt români (91,72%). Din punct de vedere confesional, majoritatea locuitorilor sunt ortodocși (88,53%), cu o minoritate de penticostali (1,66%), iar pentru 8,48% nu se cunoaște apartenența confesională.

### Recensământul din 1930
Conform recensământului efectuat în 1930, populația comunei Vama se ridica la 5315 locuitori. Majoritatea locuitorilor erau români (60,9%), cu o minoritate de germani (29,72%), una de evrei (7,38%), una de ruteni (0,5%) și una de polonezi (0,83%). Alte persoane s-au declarat: maghiari (2 persoane), ruși (12 persoane) și cehi\slovaci (3 persoane). Din punct de vedere confesional, majoritatea locuitorilor erau ortodocși (61,15%), dar existau și romano-catolici (11,95%), mozaici (7,38%), evanghelici\luterani (18,28%) și greco-catolici (0,95%). Alte persoane au declarat: armeno-gregorieni (1 persoană), ortodocși pe stil vechi (1 persoană), adventiști (1 persoană) și fără religie (14 persoane).

## Politică și administrație
Comuna Vama este administrată de un primar și un consiliu local compus din 15 consilieri. Primarul, Constantin-Tiberius Lucuțar[*], de la Partidul Național Liberal, este în funcție din 1 noiembrie 2024. Începând cu alegerile locale din 2024, consiliul local are următoarea componență pe partide politice:
|  | Partid                          | Consilieri | Componența Consiliului | Componența Consiliului | Componența Consiliului | Componența Consiliului | Componența Consiliului | Componența Consiliului | Componența Consiliului | Componența Consiliului |
|  | ------------------------------- | ---------- | ---------------------- | ---------------------- | ---------------------- | ---------------------- | ---------------------- | ---------------------- | ---------------------- | ---------------------- |
|  | Partidul Național Liberal       | 8          |                        |                        |                        |                        |                        |                        |                        |                        |
|  | Partidul Social Democrat        | 4          |                        |                        |                        |                        |                        |                        |                        |                        |
|  | Alianța pentru Unirea Românilor | 2          |                        |                        |                        |                        |                        |                        |                        |                        |
|  | Alianța Dreapta Unită           | 1          |                        |                        |                        |                        |                        |                        |                        |                        |

## Obiective turistice
- Stâlpul lui Vodă
- Biserica de lemn Sfântul Nicolae din Vama
- Biserica romano-catolică din Vama
- Muzeul Oului din Vama
- Casa muzeu Nicorescu
- Muzeul comunei Vama
- Cimitirul Eroilor Vama
- Cimitirul evreiesc
- Obcinele Bucovinei (sit de importanță comunitară inclus în rețeaua europeană Natura 2000 în România).